# Cour-Cheverny
Cour-Cheverny is een gemeente in het Franse departement Loir-et-Cher (regio Centre-Val de Loire). De plaats maakt deel uit van het arrondissement Blois. Cour-Cheverny telde op 1 januari 2022 2.830 inwoners.

## Geografie
De oppervlakte van Cour-Cheverny bedroeg op 1 januari 2022 29,8 vierkante kilometer; de bevolkingsdichtheid was toen 95 inwoners per km².
De onderstaande kaart toont de ligging van Cour-Cheverny met de belangrijkste infrastructuur en aangrenzende gemeenten.

## Demografie
Onderstaande figuur toont het verloop van het inwonertal (bron: INSEE-tellingen).